# Ucria
Ucria est une commune italienne de la province de Messine, dans la région Sicile.

## Administration
| Période                                  | Période | Identité       | Étiquette | Qualité |
| ---------------------------------------- | ------- | -------------- | --------- | ------- |
| 12 juin 2018                             |         | Vincenzo Crisà |           |         |
| Les données manquantes sont à compléter. |         |                |           |         |

### Communes limitrophes
Castell'Umberto, Floresta, Raccuja, Sinagra, Tortorici.